# 広坂早苗
広坂早苗（ひろさか さなえ、1965年 - ）は日本の歌人。現代歌人協会会員。

## 人物・経歴
愛知県名古屋市生まれ。愛知県立半田高等学校を卒業し、早稲田大学第一文学部（日本文学専修）に進学。1986年、短歌結社「まひる野会」に入会、橋本喜典に師事する。同年、早稲田大学短歌会の復興メンバーとなる。1988年、早稲田大学を卒業し愛知県の公立高校教員となる。以降、今日に至るまで学校や教員生活を題材にした短歌を数多く創作。
1990年、連作「ほとばしる水」で第36回角川短歌賞候補。1991年、連作「春の嵐」で第37回角川短歌賞佳作。2017年、歌集『未明の窓』で第17回現代短歌新人賞を受賞した。
NHKアナウンサーの広坂安伸は実兄である。

## 歌集
- 夏暁（砂子屋書房、2002年。ISBN 479040689X）
- 未明の窓（六花書林〈まひる野叢書〉、2015年。ISBN 978-4907891190）